# Frontier: First Encounters
Frontier: First Encounters ist der Nachfolger der erfolgreichen Spiele Elite und Frontier: Elite 2. Das Spiel wurde von Frontier Developments unter der Leitung von David Braben entwickelt und 1995 von GameTek für DOS veröffentlicht.

## Spielprinzip
First Encounters übernahm das bewährte Spielprinzip seiner Vorgänger. Der Spieler übernimmt die Rolle eines Raumschiffkapitäns und kann das Spieluniversum frei erforschen. Wahlweise betätigt man sich als Kopfgeldjäger, bezahlter Killer, Händler oder übernimmt Kurierflüge für Spionageorganisationen. Die Anfangsphase ist jedoch im Gegensatz zu Frontier deutlich verkürzt worden, man kann nun relativ zügig zum interessanten Teil des Spieles übergehen.

### Unterschiede zu Frontier
- Erweiterung des Schiffspools um neue Typen
- Pauschale Erhöhung der Reichweiten um 50 %
- Implementierung eines echten, wenngleich fakultativen Handlungsverlaufs
- leichte optische Veränderungen

## Entwicklungsgeschichte
Der Titel enthielt jedoch bei Erscheinen noch zahlreiche schwere Fehler und konnte weder Fans noch Kritiker überzeugen. Erst Monate nach Erscheinen des Spiels war GameTek in der Lage, eine weitgehend fehlerbereinigte Version anzubieten. Doch trotz aller Probleme wurden insgesamt über 100.000 Exemplare verkauft.
Die damalige Version des Spieles kann mittlerweile auf der Seite des Elite Clubs als Shareware heruntergeladen werden. Da es sich um ein DOS-Spiel handelt, ist es nicht ohne weiteres auf modernen Rechnern lauffähig. Nur mit DOS-Emulatoren wie DOSBox war das Spiel lauffähig.
Um 2000 verkündete Frontier Developments, dass der FFE-Quelltext unter einer GPL-ähnlichen Lizenz offengelegt werden würde, um Portierungen auf moderne Plattformen zu erlauben, was jedoch nie umgesetzt wurde. Als Reaktion übernahm die Spielgemeinde selbst den weiteren Support des Spiels und reverse engineerte im Oktober 2005 erfolgreich das Spiel und stellte damit Portierungen für moderne Plattformen wie MacOS, Linux und Windows zur Verfügung. Es gibt eine kontinuierliche Weiterentwicklung der Open-Source-Portierungen mit inoffiziellen Patches von unabhängigen Programmierern, z. B. in abgeleiteten Projekten wie "FFE_D3D". Die Portierungen sind kostenlos, jedoch ist weiterhin für die Daten- und Medieninhalte des Spiels die Shareware-Gebühr von 5 £ an den Elite-Club zu entrichten.